# Abu Shahed Emon
Abu Shahed Emon (bengali : আবু শাহেদ ইমন) est un réalisateur, scénariste et monteur bangladeshi.

## Biographie
Abu Shahed Emon est l'un des jeunes réalisateurs de l'industrie cinématographique du Bangladesh. Son premier long métrage, Jalal's Story est retenu par le Bangladesh comme entrée à la 88e cérémonie des Oscars pour concourir dans la catégorie du meilleur film en langue étrangère. Selon The Hollywood Reporter, Jalal's Story reflète une nouvelle sensibilité dans le cinéma bangladais, loin des habituels films locaux inspirés par Bollywood.

## Filmographie partielle

### Comme réalisateur et scénariste
- 2012 : The Container (court-métrage, aussi producteur)
- 2014 : Jalal's Story (Jalaler Golpo) (aussi monteur)